# Смерть Цезаря
«Смерть Цезаря» (фр. La Mort de César) — картина французского художника Жана-Леона Жерома, написанная им в 1858—1867 годах.
Жан-Леон Жером достиг значительного уровня мастерства в жанре академизма и стал любимцем французской аристократии, однако решил пересмотреть своё творчество и взяться за более основательный и историчный подход к написанию своих полотен. Решив проверить границы выбора дозволенных в искусстве сюжетов, темой для будущей картины он выбрал убийство Юлия Цезаря, произошедшее в 44 году до н. э. Наметив несколько основных композиционных моментов в предварительной работе, версию картины Жером закончил в 1858 году. На картине видны первые моменты после убийства Цезаря. Ликующие сенаторы стремительно покидают зал заседаний Сената, бросив на полу труп уже никому не нужного диктатора, ещё не зная о том, что именно они приблизили конец Римской республики. Её защитником оказался лишь один сенатор, оставшийся на своём месте посреди опустевшего зала и со злостью смотрящий на место убийства, будто окаменев от взора Горгоны Медузы с мозаичного пола. Полотно выставлялось на Парижском салоне 1859 года, где получило довольно смешанные отзывы критиков. Спустя менее чем десять лет, после того как Жером переработал композицию старой работы, вторая картина экспонировалась на Всемирной выставке 1867 года и получила почётную медаль. Переходя из рук в руки, в 1917 году она была куплена американским меценатом Генри Уолтерсом. После его смерти работа Жерома вместе с другими картинами, собранными Уолтерсом, по его же воле была передана в Художественный музей Уолтерса в Маунт-Верноне (Балтимор, Мэриленд, США), где и находится в настоящее время.

## Контекст

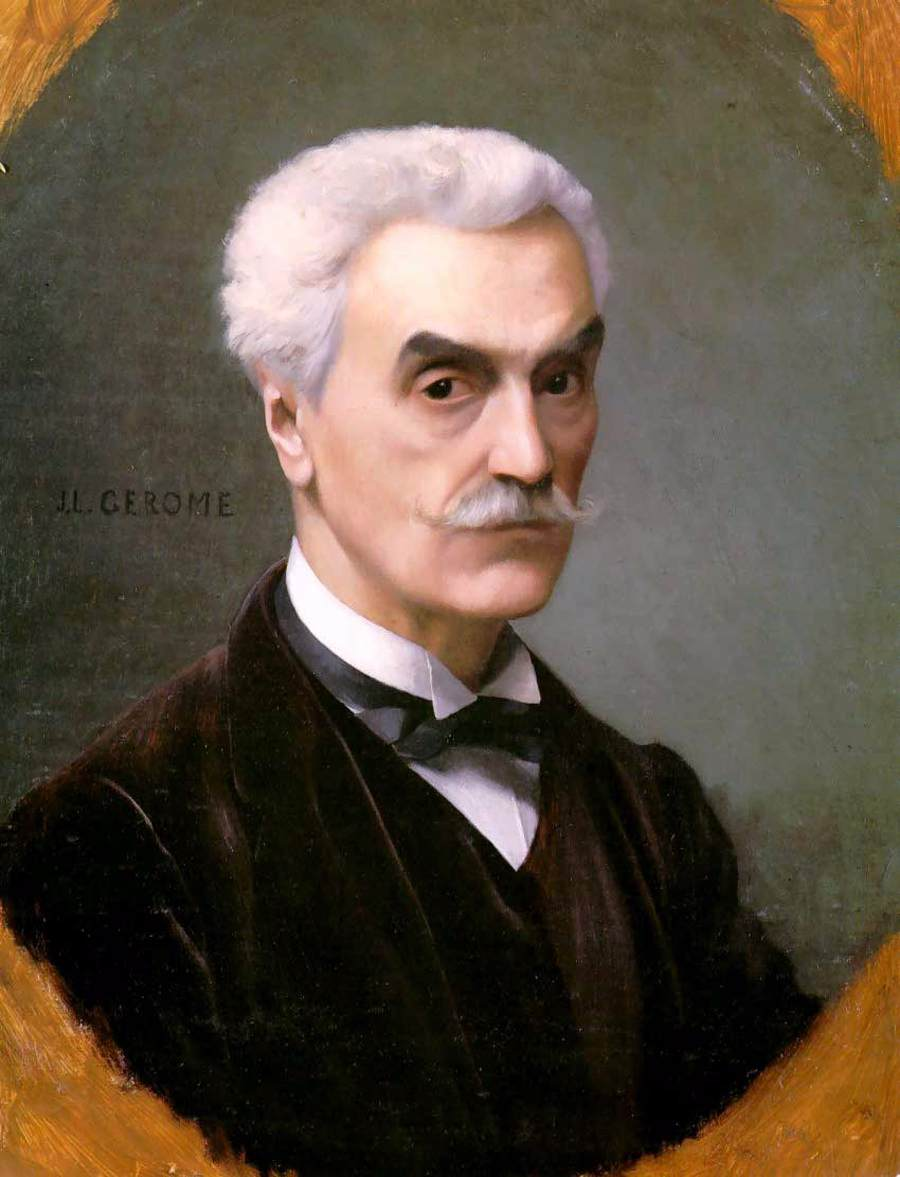
Жан-Леон Жером, автопортрет, 1886 год

Французский живописец Жан-Леон Жером (1824—1904) учился у известных художников Поля Делароша и Шарля Глейра, прививших ему на всю оставшуюся жизнь страсть к путешествиям, изучению обычаев разных народов, а также особую любовь к Востоку. Первые картины Жерома были высоко оценены одним из самых уважаемых и влиятельных художественных критиков — Теофилем Готье, ставшим впоследствии его другом. На заре рождения массовой культуры провинциал Жером пошёл навстречу новой публике формирующейся буржуазной Франции, став знаменитым у салонной аристократии, познакомив её как со своими академическими портретами и мелодраматическими полотнами, так и с картинами о наполеоновских походах и жизни на арабских базарах, а также работами на мифологические и эротические темы. Находясь на пике своей карьеры в искусстве, Жером был постоянным гостем императорской семьи и занимал должность профессора в Школе изящных искусств. Его студия была местом встречи художников, актёров и писателей, а сам он стал легендарным и уважаемым мастером, известным своим язвительным остроумием, пренебрежительным отношением к дисциплине, однако жёстко регламентированными методами преподавания и крайней враждебностью к импрессионизму.
В это время во Франции появился запрос на новый подход к исторической живописи, выраженный в словах историка Проспера де Баранта, писавшего, что «мы все хотим знать о том, как жили более ранние общества и отдельные личности. Мы требуем того, чтобы их образ был ясно виден в нашем воображении, и чтобы они предстали живыми перед нашими глазами». C конца 1850-х годов Жером оказался невероятно предприимчив в выборе пользовавшихся популярностью исторических сюжетов, начиная от Древней Греции и Рима до современной Франции. В то же время Жером будто ответил на призыв Баранта, взявшись за довольно эклектичное переосмысление своего академизма, во многом находясь под влиянием Жан-Огюст-Доминика Энгра, писавшего свои картины на древнегреческие темы через призму личной и повседневной жизни, а также своего учителя Делароша, выбравшего более понятный общественности театральный подход в живописи на исторические сюжеты. Жером начал работать над достижением баланса между реализмом почти документальной точности и научным подходом к образной реконструкции исторических событий, развив в себе умение мастерски управлять повествовательным потенциалом сюжетов своих картин, ввиду чего они производили неизгладимое впечатление на зрителей. Жером отказался от поэтических обобщений и идеализации главных героев, однако уравновешенная и дотошная в деталях живописная техника художника практически делала людей непосредственными свидетелями событий прошлого. Вместе с тем Жерома часто обвиняли в том, что он работает на потребу публике и не задумывается о будущей востребованности сюжетов своих картин. Поэтому, а также для того, чтобы проверить границы выбора дозволенных и законом разрешённых тем в изобразительном искусстве, Жером решил взяться за написание работы на тему убийства Цезаря.

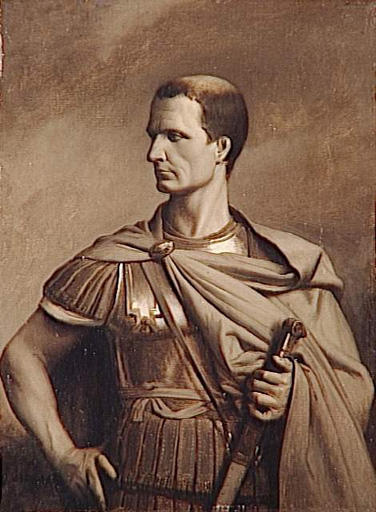
Юлий Цезарь, портрет работы Жерома

Юлий Цезарь был убит в зале заседаний Сената в Риме в мартовские иды (15 марта) в 44 году до н. э.. 15 февраля во время масштабного праздника Луперкалий гаруспик Спирунна вдруг увидел во время гадания на внутренностях предзнаменование смерти, которое проявилось и на другой, заменённой для надёжности, печени жертвенного животного. Спирунна предупредил Цезаря, что в течение 30 последующих дней жизнь его будет находиться в опасности, однако прошедший через гражданскую войну полководец не расценил эти слова всерьёз. Спустя 30 дней, в ночь на 15 марта, жена Цезаря увидела сон, в котором держала на руках окровавленное тело своего мужа, в то время как самому диктатору приснилось, что он летал по небу под руки с Юпитером. Цезарь отверг все опасения в беседе со Спирунной, однако тот, снова увидев плохой знак во внутренностях сразу нескольких животных, отметил, что день ещё не кончился. Между тем, по случаю праздника полнолуния, называемого мартовскими идами, на 15 марта Цезарь назначил заседание в курии за портиком Сената около садов у Театра Помпея, но при этом решил на него не идти. После ночного обеда со своим другом Брутом, уверявшим Цезаря в том, что его отсутствие будет расценено как оскорбление сенаторов, диктатор решил самолично прийти в Сенат, но только для того, чтобы отменить заседание. Раб, прибежавший к Цезарю с сообщением о готовящемся заговоре, уже не застал его дома. Полководец в пурпурной тоге шествовал через толпу, и один из окружавших его людей, Артемидор Книдский, успел вручить Цезарю свиток с изложением подробностей заговора, который тот не смог прочесть из-за сложившейся толчеи. Несмотря на беспокойство, после недолгих раздумий у здания Сената, Цезарь, сопровождаемый Брутом, о предательстве которого диктатор не знал, вошёл в зал заседаний и воссел на золотом кресле. Развязка не заставила себя долго ждать, после того как к Цезарю приблизились несколько сенаторов с кипами документов, в которых были спрятаны кинжалы. В результате молниеносной атаки Цезарю было нанесено 23 удара, от которых он скончался, всё ещё держа в руке непрочитанный свиток с предупреждением о заговоре. Чтобы умереть с достоинством, Цезарь в последний момент перед смертью успел натянуть на лицо свою тогу. Убивая ненавистного им диктатора в целях сохранения республиканского строя, сенаторы ещё не знали о том, что именно они проложили дорогу к новой гражданской войне, в результате которой пала Римская республика.

## Описание

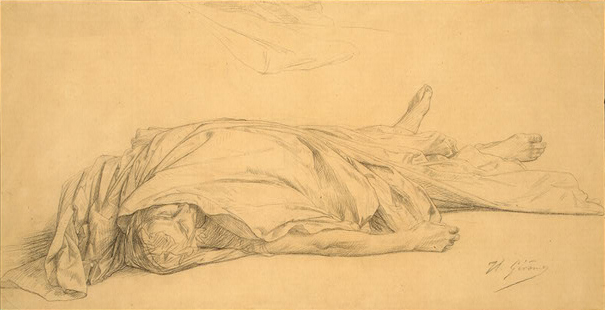
Зарисовка тела Цезаря работы Жерома, 1859 год

Картина написана маслом на холсте, а её размеры составляют 85,5 × 145,5 см. В левом нижнем углу стоят подпись и дата: J. L. Gerome, MDCCCLIX (последние две цифры истёрлись). Картина предлагает зрителю взглянуть в практически панорамном объёме с равнодушной и практически фотографической детальной точностью на первые мгновения после убийства Цезаря. Его покинутое жизнью тело бесславно распростёрлось на полу по диагонали головой к забрызганной кровью статуе, частично отбрасывающей тень на труп, весь покрытый смятой тогой. Ноги же диктатора находятся у опрокинутого кресла по направлению к выходу из зала заседаний. Выроненный Цезарем свиток Артемидора валяется на мозаичном полу, на котором изображена Горгона Медуза с открытым ртом и нахмуренным лбом, от одного взгляда на которую каменели люди. Группа ликующих сенаторов бесцеремонно и стремительно покидает полукруглый зал курии через арку, обрамлённую с двух сторон покрытыми мраком беломраморными колоннами классического ордера. Из стоящей рядом с сенаторами курительницы поднимается дым, создающий ощущение непрекращающегося движения. В зале на средней скамье среди опустевших мест сидит одинокий оцепеневший сенатор. Кажется, что он спит, но это не так: сжав левый кулак, сенатор со злостью смотрит широко открытыми глазами на место убийства. Если мысленно провести линию от взгляда и положения головы сенатора, то можно найти причину его окаменелости — голова Медузы. Статичная, как бы застывшая фигура сенатора намекает на то, что Римская республика со смертью Цезаря будто провалилась в сон, подверглась гипнозу. Пустота, как бы образовавшаяся между убитым Цезарем и здравствующими сенаторами, подчеркнута гигантскими размерами окружающего пространства с множеством архитектурных форм и наделяет сцену огромной одновременно торжественной и драматической силой.

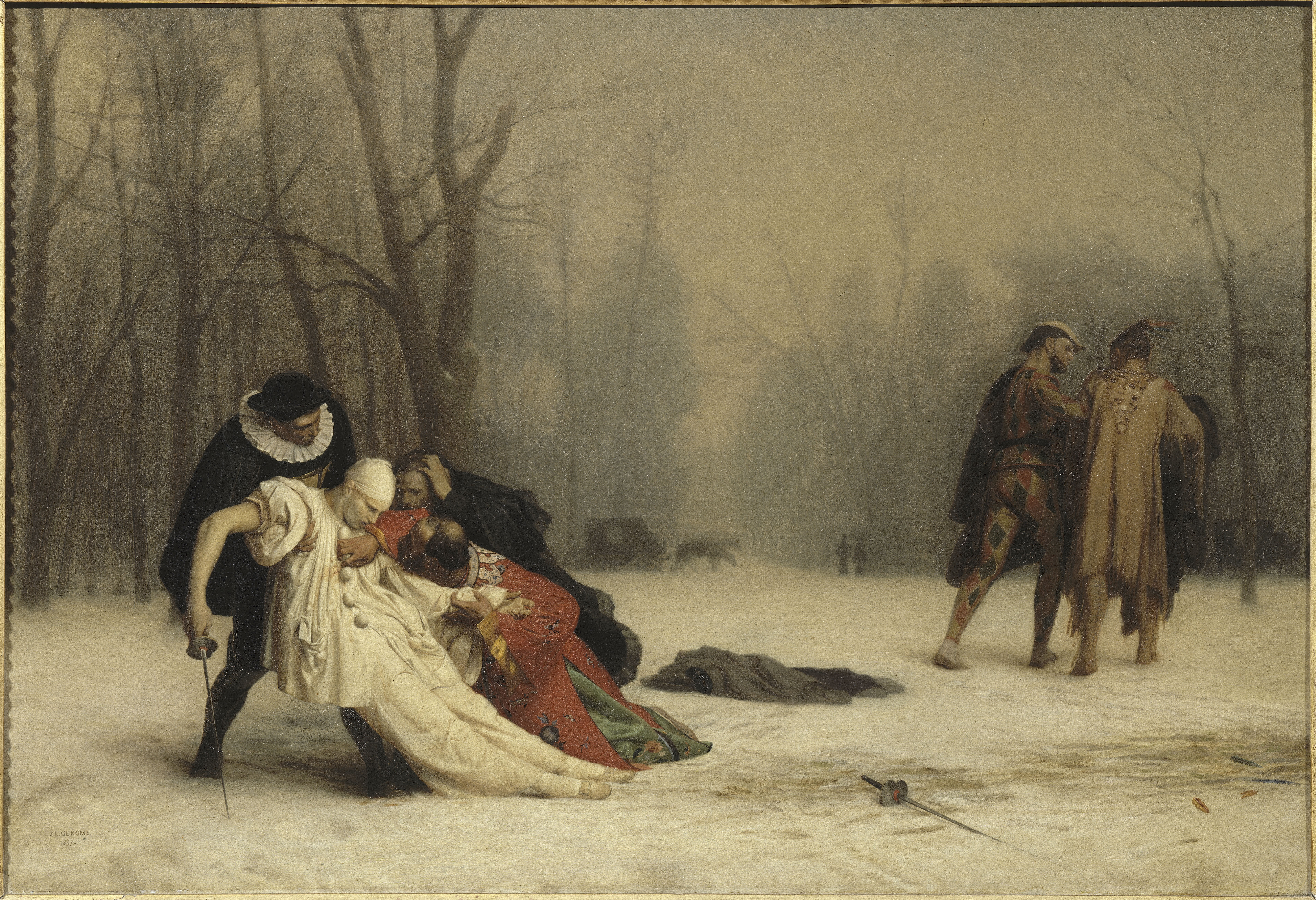
«Дуэль после маскарада» кисти Жерома
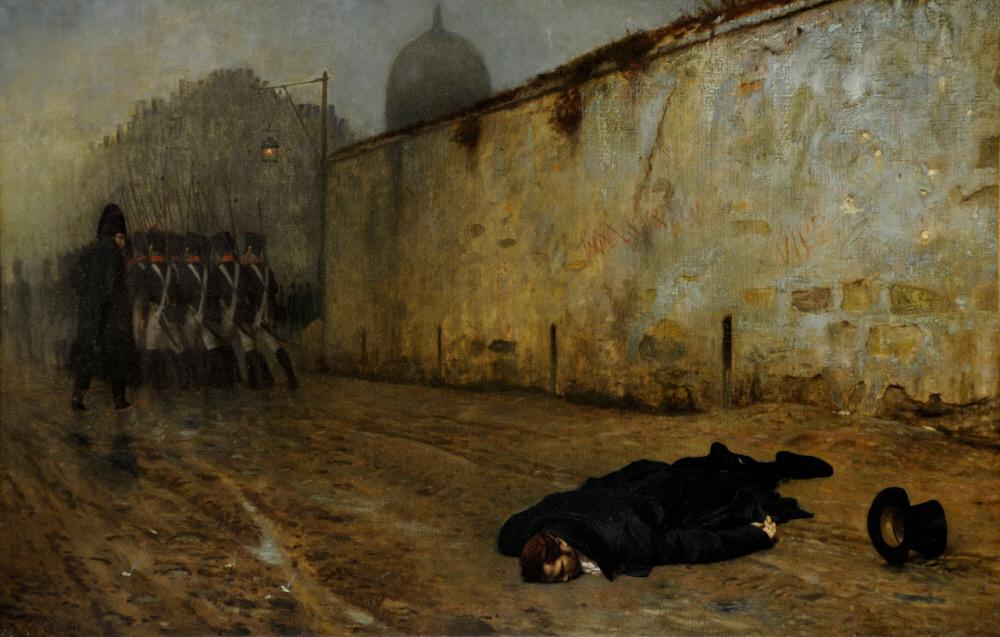
«Казнь маршала Нея» кисти Жерома

Акцентирование внимания на трупе и отвлечённость от фигур убийц была неоднократно повторена Жеромом, например, в картинах «Дуэль после маскарада» 1857 года (Музей Конде) и «Казнь маршала Нея» 1865 года (Музеи Шеффилда). В то же время фигура трупа, на который никто не обращает внимания, была, вероятно, была взята у самого Жерома художником Джеймсом Тиссо для своей написанной в 1860 году картины под названием «Пляска смерти» (также — «Путь цветов, путь слёз»; Музей школы дизайна Род-Айленда). Аллюзии с работой Жерома можно провести и при взгляде на картину Эдуарда Мане «Мёртвый тореадор» 1864 года (Национальная галерея искусства).

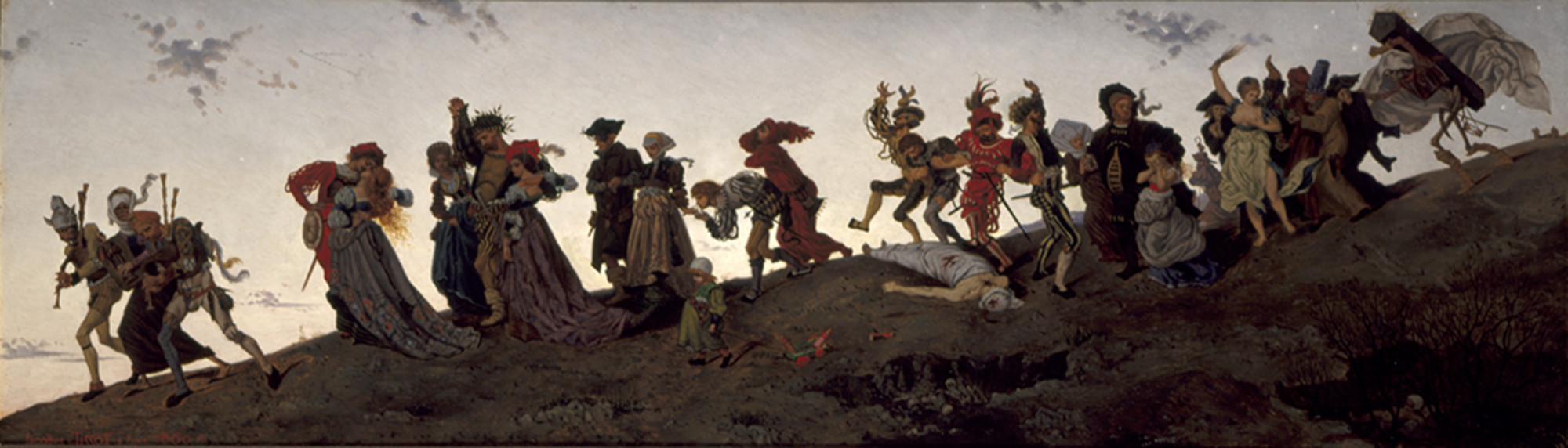
«Танец смерти» кисти Джеймса Тиссо
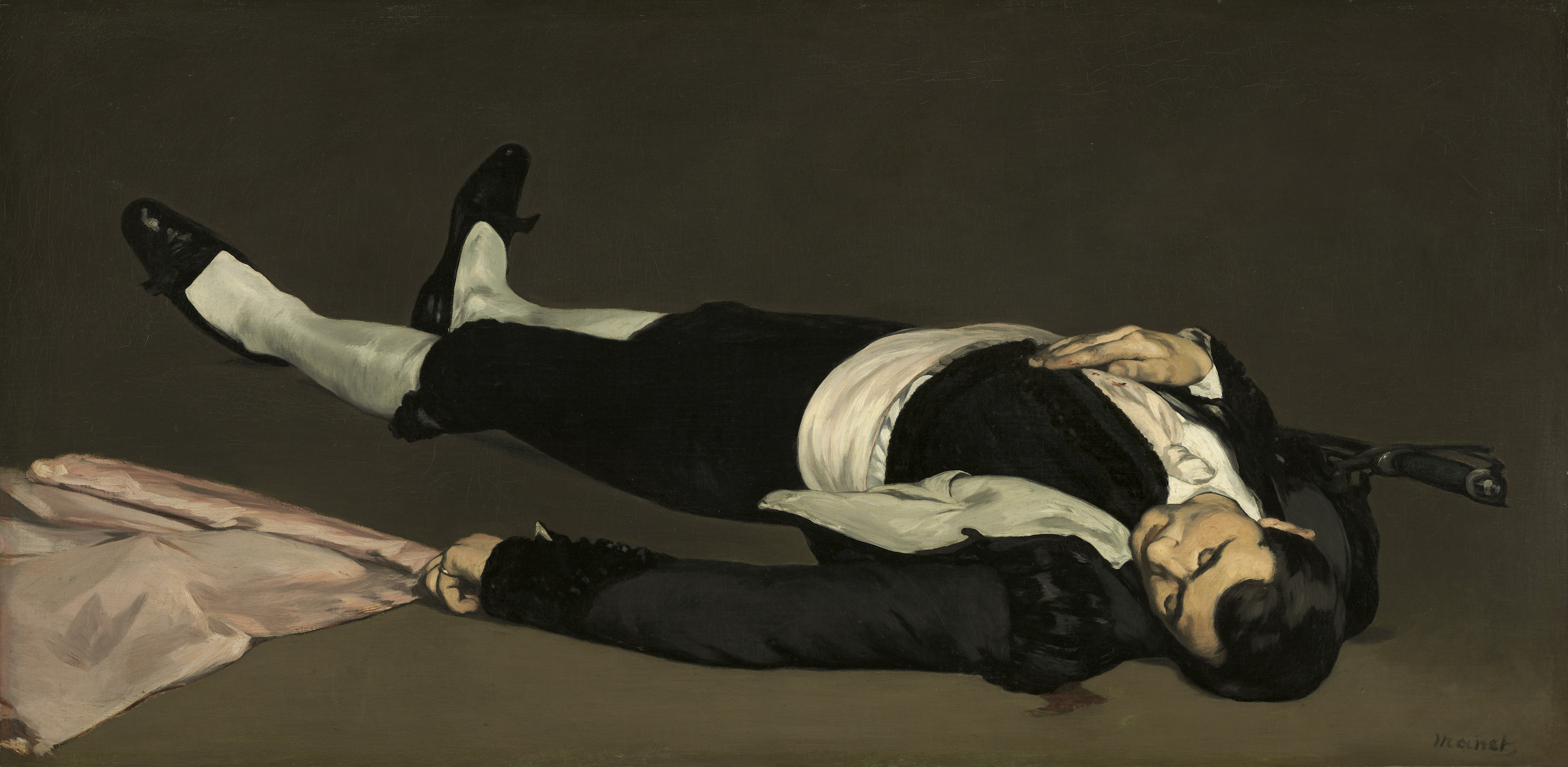
«Мёртвый тореадор» кисти Эдуарда Мане

## История, выставки, судьба
Первоначально, в 1858 году, Жером написал предварительную картину «Мёртвый Цезарь», которую ещё в студии художника успел увидеть Готье. Работа во многом была схожа с окончательной картиной, в частности в изображении и позе трупа Цезаря, однако отличалась меньшим размером. Жером специально обошёл стороной попытку изобразить лицо Цезаря, что оказалось бы напрасным старанием вызвать эмоциональный отклик у зрителя. В 1859 году картина выставлялась на Парижском салоне вместе с двумя другими работами Жерома — «Ave Caesar! Morituri te salutant» и «Царь Кандавл». Картина получила довольно неоднозначные рецензии. По словам Готье, если смотреть на картину на расстоянии, ещё до осмысливания сюжета, то эпически написанный Жеромом Цезарь своим «зловещим, таинственным и одиноким появлением» просто захватил весь салон. Картина была хорошо оценена Шарлем Бодлером, писавшим даже, что работа производит «достаточно страшное впечатление», и при взгляде на неё создаётся «ощущение того, что он [Цезарь] действительно мёртв». Однако он считал, что живопись на исторические темы «использует эрудицию, чтобы скрыть недостаток воображения. Именно тогда встаёт в основном простой вопрос о транспозиции сцены из повседневной жизни общества, в греческом или римском контексте». В то же время Александр Дюма охарактеризовал композицию как «грандиозную, пленяющую, торжественную», а Максим Дюкан подметил исходящее от полотна «ощущение тишины». Все выставленные на салоне в этот год работы Жерома подверглись тщательному анализу критиков, писавших, что художник, имея «благородные намерения», «позволил себе отвлечься» и испортил всё своим излишним «потаканием дидактике». Жюль-Антуан Кастаньяри и вовсе назвал Жерома в данном случае «мелочным» и «неуклюжим» художником, слишком зациклившимся на морализаторстве. Жером, мастерски владеющий живописной техникой, сочетающей в себе уравновешенный подход к происходящему, создал такую правдивую работу, что один из критиков даже написал, что «если бы фотография существовала при Цезаре, то можно было бы подумать, что картина была написана по фотографии, сделанной на месте в самый момент этой катастрофы». Примечательно, что спустя несколько лет в журнале «Harper’s Weekly» была опубликована карикатура Томаса Нэста под названием «Политическая смерть фальшивого Цезаря», в которой он прямо спародировал картину Жерома. Нэст взял за основу сюжет возможного вынесения импичмента президенту США Эндрю Джонсону, изобразив его тело с открытым лицом, а торжествующих сенаторов с мечами в руках — идущими к зрителю мимо убитого.

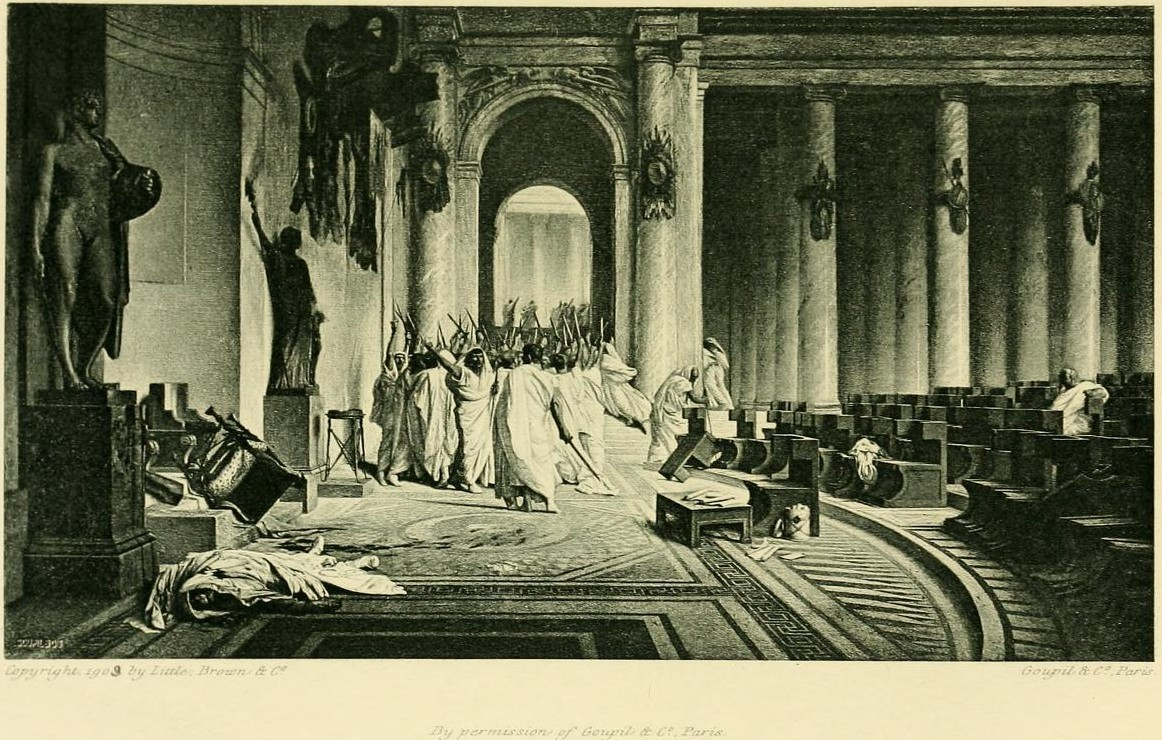
Фотография картины, сделанная в фирме «Goupil & Cie»
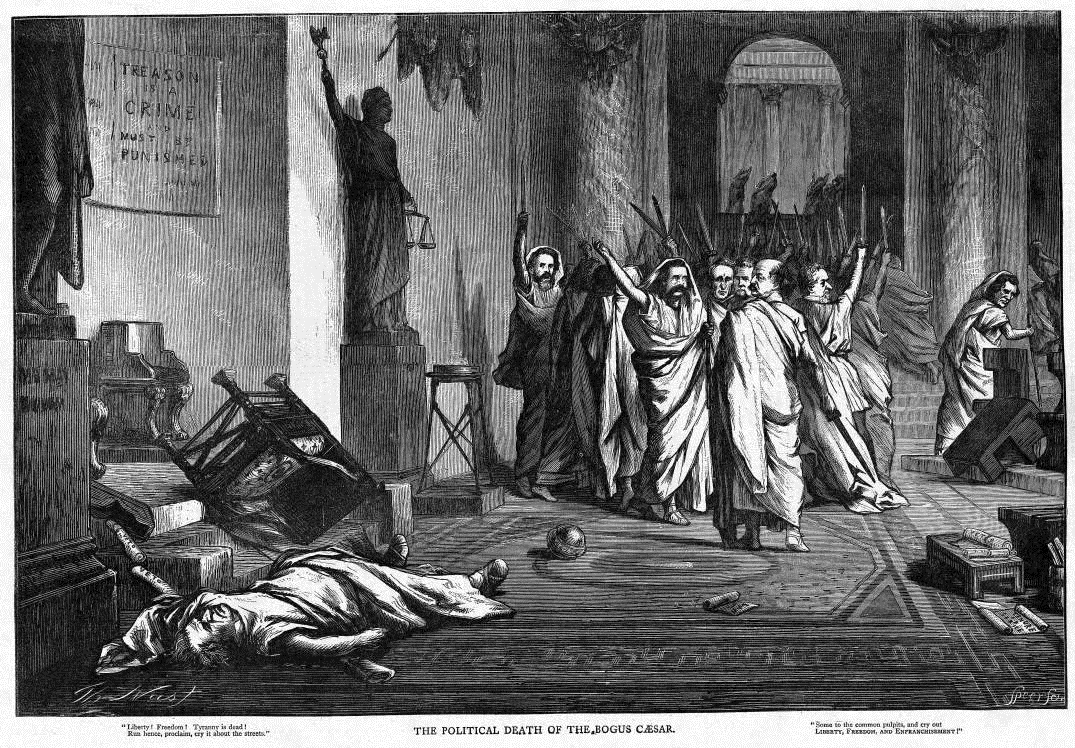
Карикатура авторства Томаса Нэста

К 1867 году, спустя почти десятилетие после создания первой работы, Жером переработал её композицию, написав новую более масштабную картину. В том же году она экспонировалась на Всемирной выставке в Париже и получила почётную медаль. После выставки картину купил М. Дж. Алард. Затем работа по неизвестным причинам попала к Джону Тейлору Джонстону, который в 1876 году выставил её на продажу за 8 тысяч долларов США на аукционе в Нью-Йорке. Затем картиной владел Джон Джейкоб Астор, а некоторое время спустя она перешла в собственность компании «Boussod, Valadon & Cie». В 1917 году Джеймс Б. Хаггин выставил работу на аукцион в Нью-Йорке, где она и была приобретена меценатом и коллекционером искусства Генри Уолтерсом, продолжателем дела своего отца Уильяма Томпсона Уолтерса, который ранее выкупил у Жерома картину «Мёртвый Цезарь» и пожертвовал в дар галерее искусства Коркоран. Генри Уолтерс «на благо общественности» завещал ранее открытую им для общественности галерею в дар мэру и городскому совету Балтимора, и в 1931 году, после его смерти, картина перешла в собственность Художественного музея Уолтерса в Маунт-Верноне, пригороде Балтимора (Мэриленд, США). Художественный музей Уолтерса как государственное учреждение открыл свои двери для посетителей 3 ноября 1934 года. За время нахождения в музее картина прошла через более десятка реставраций, в ходе которых неоднократно очищался красочный слой, а полотно покрывалось новым лаком.